# Parque Nacional de Boryomi-Jaragauli
El Parque nacional de Boryomi-Jaragauli (en georgiano: ბორჯომ-ხარაგაულის ეროვნული პარკი) es un espacio protegido en el sur y oeste de Georgia, en la cadena montañosa del Cáucaso menor. El parque nacional es uno de los más grandes de Europa y se extiende desde la ciudad de Boryomi hasta la de Jaragauli. El área cubre una superficie total de 5.300 km2, o el 7,6% de la superficie total del país.
Su singularidad particular es la diversidad de zonas geográficas y ecológicas, paisajes, monumentos históricos y rica flora y fauna. El parque tiene una infraestructura turística en rápido desarrollo.

## Historia
La historia del parque se remonta a la época medieval, cuando la aristocracia local lo utilizaba principalmente para la caza.
Cuando Georgia perdió su independencia y pasó a formar parte del Imperio ruso, el Gran Duque Miguel Nikoláyevich de Rusia recibió el cargo de Gobernador General de Transcaucasia. La belleza local del parque de Boryomi le pareció tan impresionante que decidió construir allí su residencia personal de verano. Se produjeron cambios notables en el parque cuando el Gran Duque Miguel restringió la explotación maderera o la caza sin permiso, sentando así las bases para el futuro del parque.
En 1995, el Parque nacional de Boryomi-Jaragauli fue respaldado y creado con el apoyo del Fondo Mundial para la Naturaleza y el gobierno alemán, y fue inaugurado oficialmente en 2001.

## Peligos medioambientales

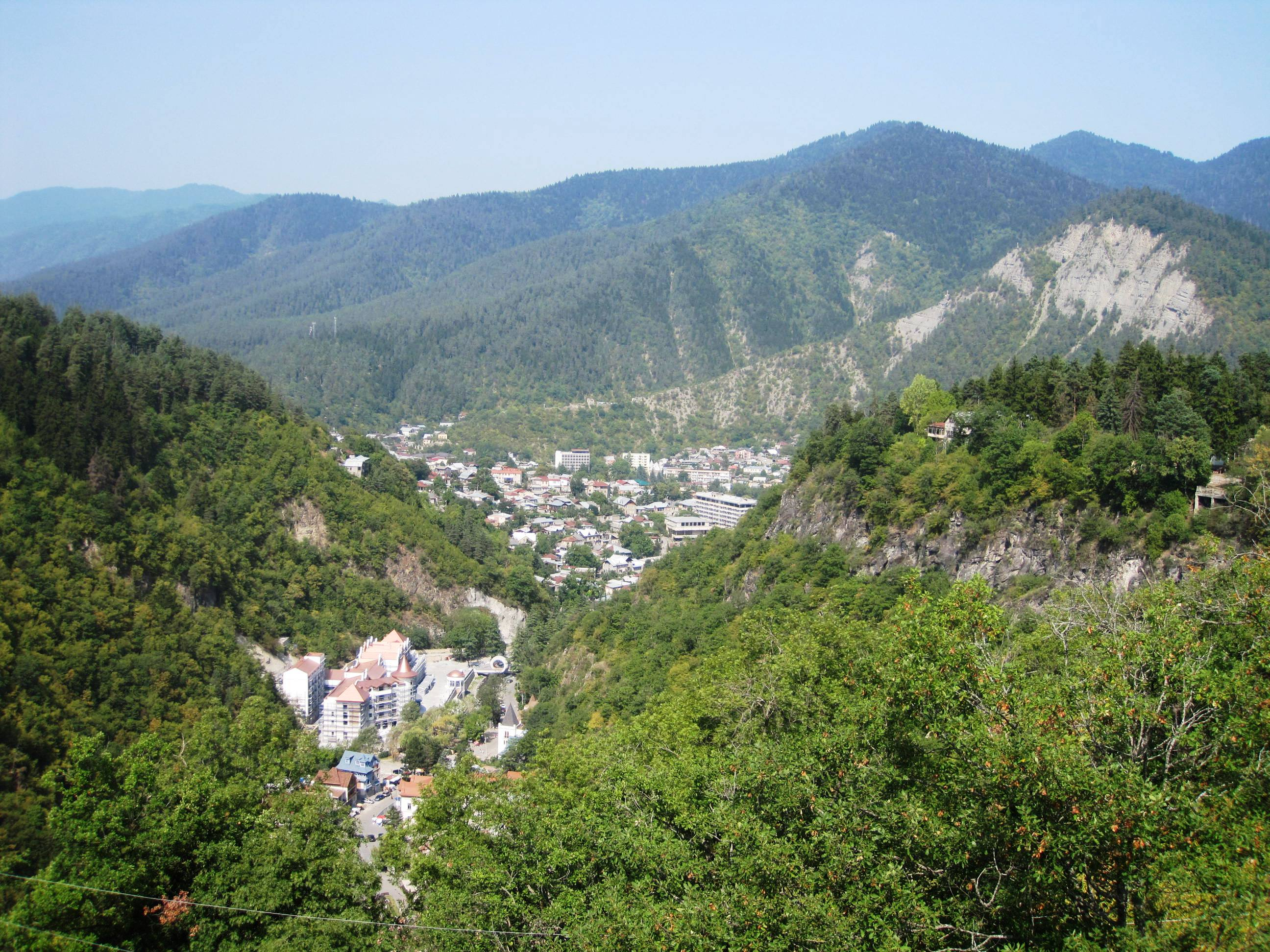
Boryomi, Georgia, 2013.

El oleoducto Bakú-Tbilisi-Ceyhan bordea el borde de este Parque Nacional y cruza su cuenca. La decisión de ejecutar el oleoducto BTC cerca de esta prístina región provocó una ira considerable por parte de grupos ambientalistas que alegan que una fuga podría alterar el ecosistema de Boryomi. Estos grupos también señalan que el área es una fuente de frecuentes deslizamientos de tierra que podrían aumentar las posibilidades de una ruptura del oleoducto. También alegan que la simple construcción de un oleoducto en esta región tendrá un efecto negativo en las ventas del agua mineral Borjomi. El agua mineral constituye una parte importante de las exportaciones de Georgia. 
En agosto de 2008, más de tres kilómetros cuadrados de bosque en el parque fueron quemados en lo que Georgia afirmó que fue un ecocidio por parte de Rusia en la guerra ruso-georgiana.